# Kálmán György
Kálmán György (Budapest, 1925. március 6. – Budapest, 1989. február 19.) Kossuth- és Jászai Mari-díjas magyar színész, érdemes és kiváló művész. Az 1956 utáni színésznemzedék meghatározó egyénisége volt.

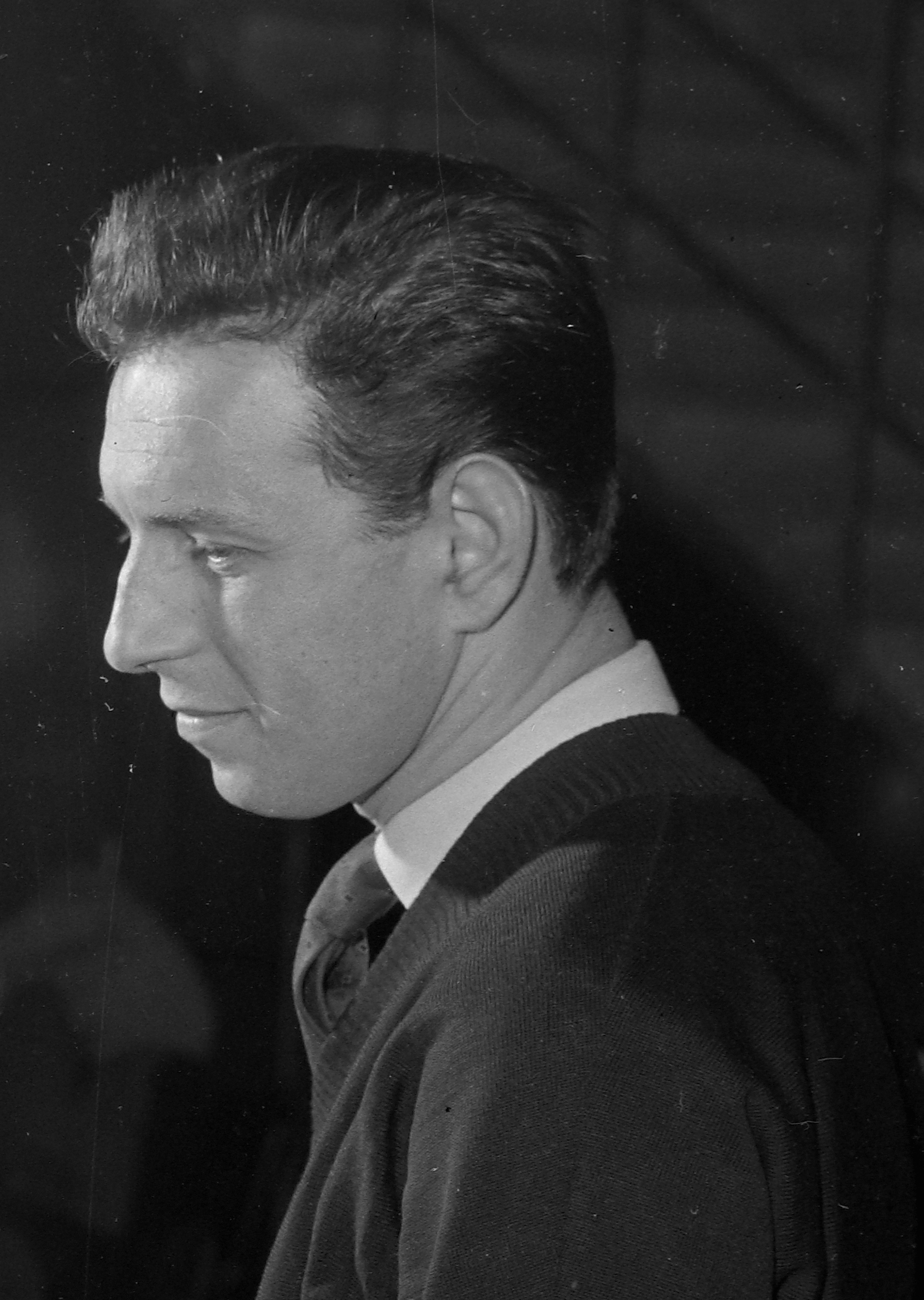
1966-ban (Szalay Zoltán felvétele)

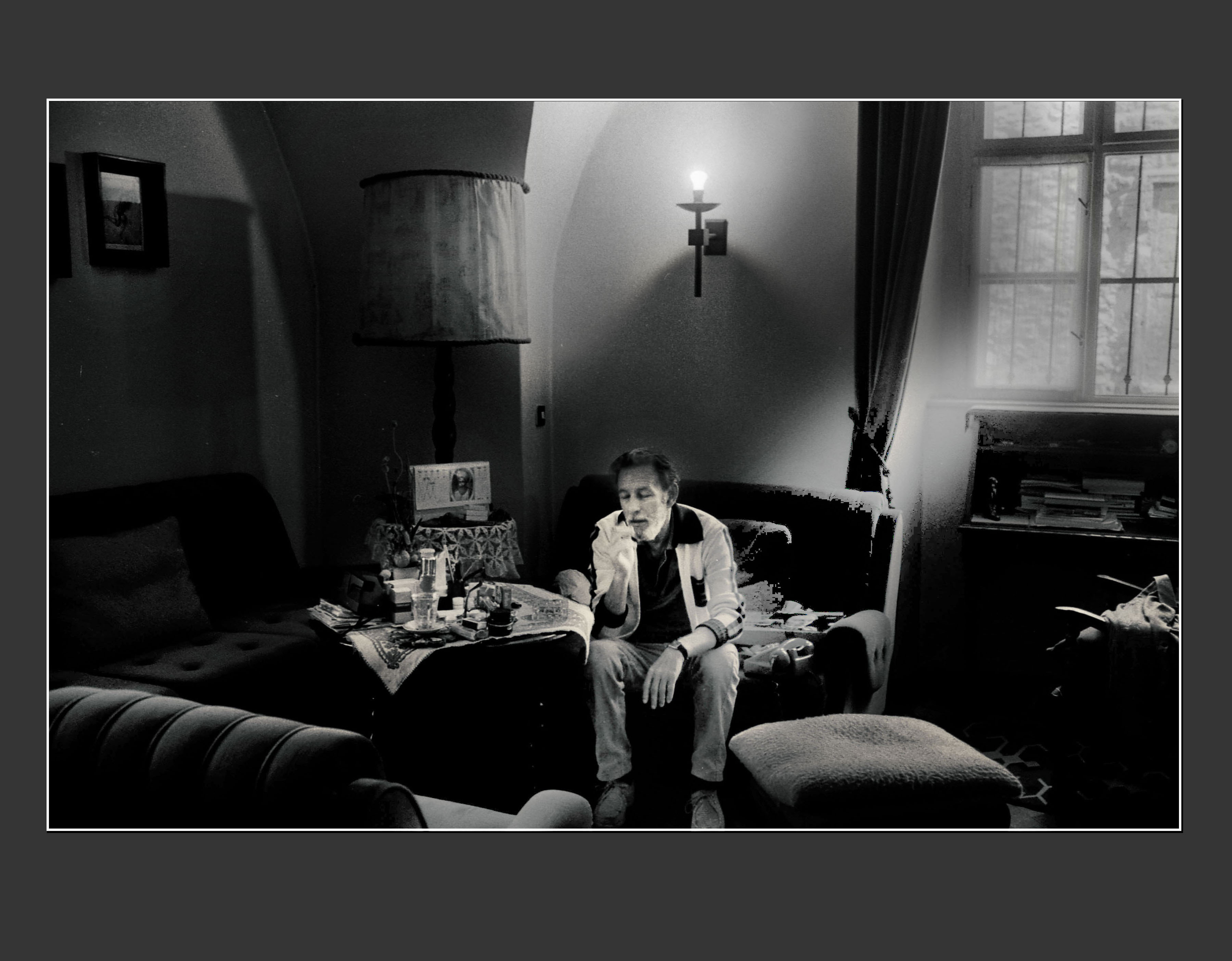
Rózsavölgyi Gyöngyi felvétele

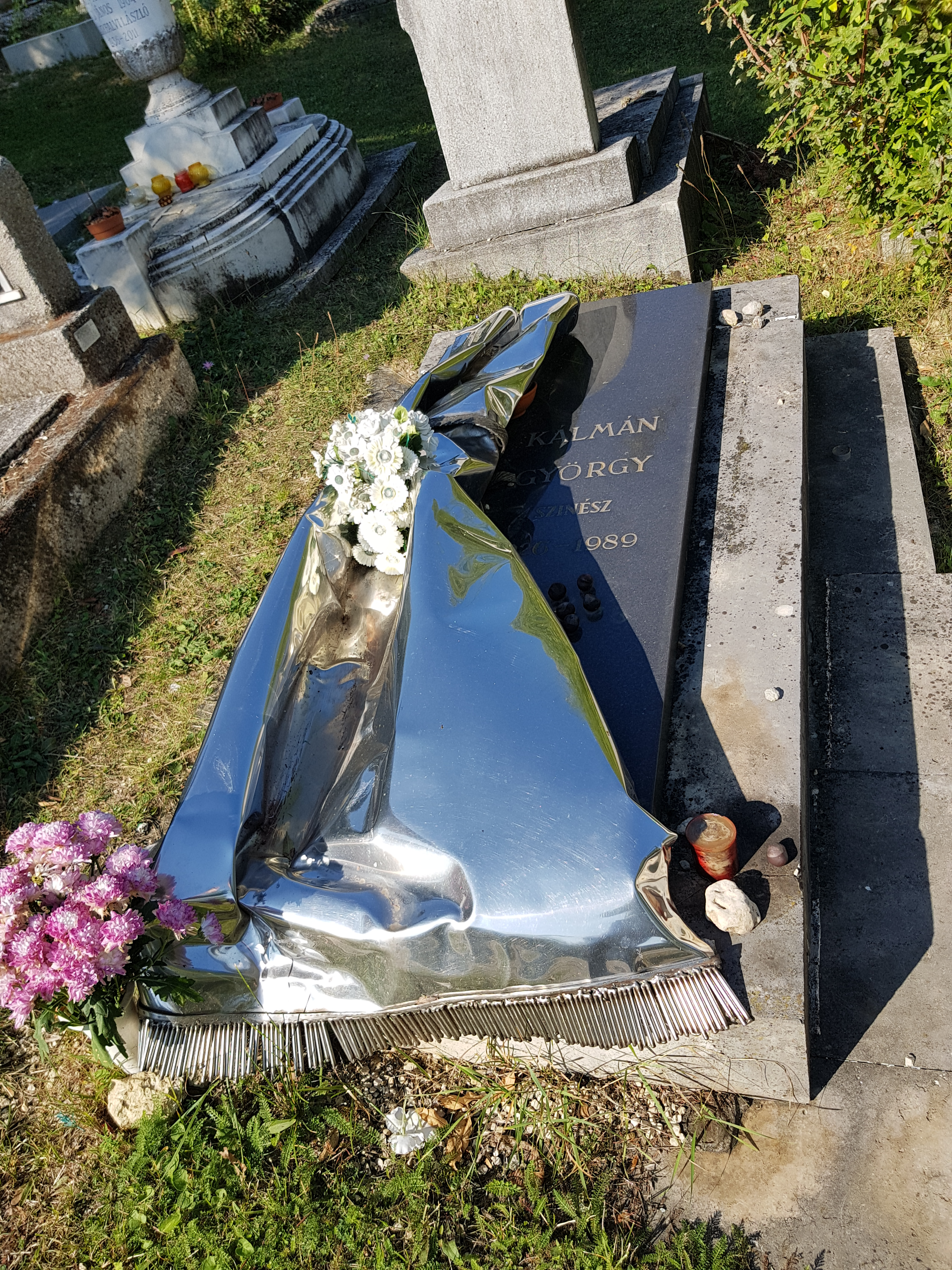
Sírja Budapesten. Farkasréti temető: 22/1-1-9. Varga Imre alkotása

## Élete
Apjának, Kálmán Mórnak (1887–1967) körkötőgép-üzlete volt. A középpolgári család a ferencvárosi Ráday utca 18.-ban lakott. Első elemitől az Ipar utcai polgári negyedik osztályáig nagyon rossz tanuló volt. Azután beállt négy évre kesztyűsinasnak. 1943-ban segédként felszabadult, de mivel már nem volt kesztyűbőr, így cipőfelsőrész-készítő lett, majd asztalossággal próbálkozott, később nyakkendő-készítéssel. Ezután munkaszolgálatra elvitték a Délvidékre, innen 1945 februárjában tért haza. Édesanyját elvitték, többé nem látta. Apja 1950-ben ismét megnősült. Amikor a „magánszektor” megszűnt, nem akart gyárba menni.

## Pályája
Makay Margit magániskolájában kezdte színészi képzését. Utána a Színművészeti Főiskolára jelentkezett, amelynek 1949-es elvégzése után a Pécsi Nemzeti Színházban, Szendrő József igazgatása alatt kapott először szerződést. Ezután 1953–1980 között a Nemzeti Színház tagja volt. 1981 után a Radnóti Színpadon lépett fel, illetve akkor szerződtette a Magyar Filmgyár is.
1957-ben aratta első nagy sikerét Félicien Marceau A tojás című darabjában. Azonnal feltűnt szikár játékstílusával, mélylélektani előadásmódjával. Alakításait eszköztelenség, intellektuális irónia, távolságtartás jellemezte. Művészete legjobban a 20. századi drámák zavaros lelkű, őrült vagy az őrültség álarca mögé rejtőző hőseinek megformálásában bontakozott ki.
Szinkronszínészként Humphrey Bogart magyar hangja volt a Casablanca című filmben, a Magyar Televízió Bernstein-sorozatában Leonard Bernsteinnek kölcsönözte hangját. Hosszú hallgatás után színpadon a Korona Pódiumban lépett fel, Arcok és harcok címmel híres szerepeit idézte fel.
Halála előtt rövid ideig Káldi Nóra színésznő volt a felesége.

## Főbb szerepei

### Színház
A Színházi adattárban regisztrált bemutatóinak száma: 106. Ugyanitt kétszáztizennégy színházi fotón is látható.
- Magis (Félicien Marceau: A tojás)
- Marat (Peter Weiss: Marat/Sade)

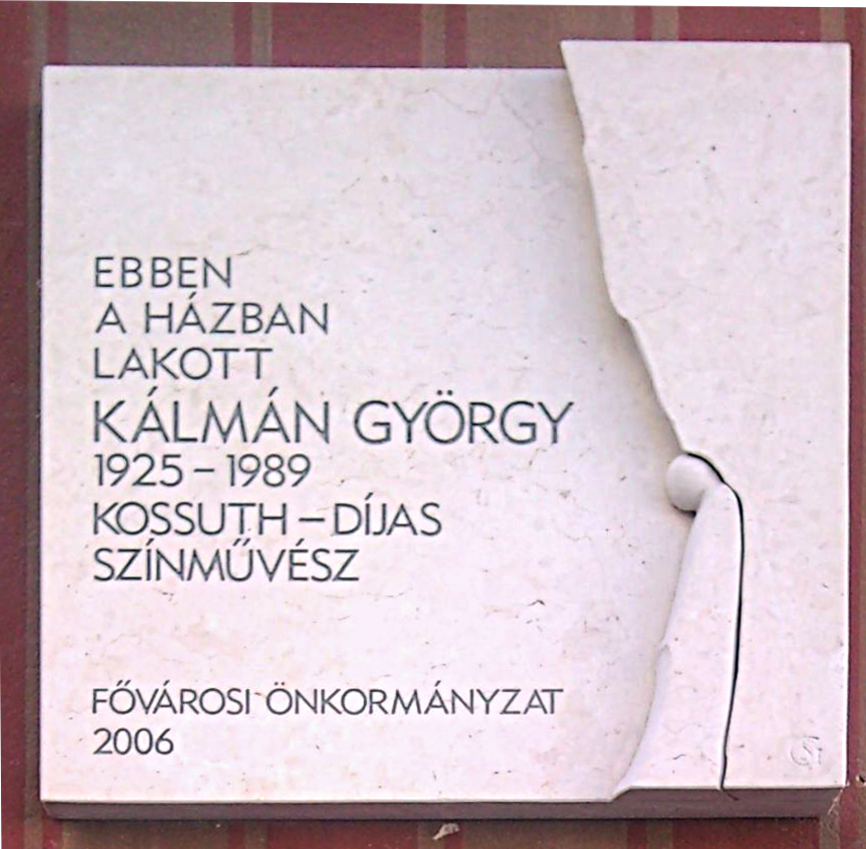
Emléktáblája:
I. kerület Bécsi kapu tér 8.

- Frederik William Rolfe (Peter Luke: VII. Hadrián)
- Edward Teller (Heiner Kipphardt: Az Oppenheimer ügy)
- Quentin (Arthur Miller: Bűnbeesés után)
- Biff (Miller: Az ügynök halála)
- Wurm (Friedrich Schiller: Ármány és szerelem)
- Lysander (William Shakespeare: Szentivánéji álom)
- Bolond (William Shakespeare: Lear király)
- Bolyai János (Németh László: A két Bolyai)
- Lucifer (Madách Imre: Az ember tragédiája)
- Hale tiszteletes (Miller: A salemi boszorkányok)
- Védő (Weiss: A vizsgálat)
- Gróf (Molnár Ferenc: Úri divat)
- Hermann von Schütz (Sárospataky István: Szemfényvesztők)

## Filmjei

### Játékfilmek
- A harag napja (1953)
- Keserű igazság (1956)
- Hannibál tanár úr (1956)
- Bakaruhában (1957)
- Láz (1957)
- Sóbálvány (1958)
- Édes Anna (1958)
- Merénylet (1959)
- Felfelé a lejtőn (1959)
- Dúvad (1961)
- Jó utat autóbusz! (1961)
- Délibáb minden mennyiségben (1962)
- Az utolsó vacsora (1962)
- Esős vasárnap (1962)
- Egyiptomi történet (1963)
- Germinal (1963)
- Rab Ráby (1964)
- A kőszívű ember fiai I-II. (1965)
- Iszony (1965)
- Sellő a pecsétgyűrűn I-II. (1966)
- És akkor a pasas… (1966)
- A férfi egészen más (1966)
- Kártyavár (1967)
- Imposztorok (1969)
- Történelmi magánügyek (1970)
- Szerelmi álmok – Liszt (1970)
- Kopjások (1975)
- Teketória (1976)
- Naplemente délben (1979)
- Requiem (1981)
- Fogadó az Örök Világossághoz (1981)
- Gyertek el a névnapomra (1983)
- Keserű igazság (1986)
- Tüske a köröm alatt (1988)

### Tévéfilmek
- Nő a barakkban (1961)
- Ne éljek, ha nem igaz! (1962)
- Nyaralók (1967)
- Halálnak halála (1969)
- Só Mihály kalandjai (1970)
- Tizennégy vértanú (1970)
- A gyáva (1971)
- A hetedik kocsi (1971)
- Felhőfejes (1972)
- Irgalom 1-3. (1973)
- Zrínyi (1973)
- A fekete Mercedes utasai (1973)
- A professzor a frontra megy (1973)
- A Pont L’évéque-i fegyintézet (1974)
- Próbafelvétel (1974)
- Veszélyes forduló (1974)
- Végül (1974)
- Hogyan viseljük el szerelmi bánatunkat (1975)
- Felelet 1-6. (1975)
- Tisztesség mindenáron (1975)
- Tengerre néző cellák (1978)
- Rejtekhely (1978)
- Az elefánt (1978)
- Hálapénz – Tiszteletem főorvos úr! (1979)
- Jegor Bulicsov és a többiek (1981)
- Kálmán György (dokumentum, 1982)
- A piac (1983), „vak Náci”
- Csinszka (1987)
- Margarétás dal 1–2. (1988)

## Hangjáték
- Alena Bernasková: Seherezádé részvénytársaság (1954)
- Kipphardt, Heinar: Shakespeare kerestetik (1955)
- Krisan Csandar: A szelek anyja (1958)
- Mesterházi Lajos: Pesti emberek (1958)
- Emile Zola: Tisztes úriház (1959)
- André Stil: Két kő között (1961)
- Balzac, Honoré de: Elveszett illúziók (1961)
- Gyárfás Endre: Egy pillanat gyümölcse (1961)
- Akszjonov, Vaszilij: Kollégák (1962)
- Arbuzov, Alekszej: Az elveszett fiú (1962)
- Shaw, Irwin: Hazafiak (1962)
- Neményi Kázmér: Mosolygó Itália (1963)
- Csop, Karel: Egy ember, akit figyelnek (1964)
- Hawthorne: Skarlát betű (1964)
- Moldova György: Sötét angyal (1964)
- Bertold Brecht: A vágóhidak Szent Johannája (1965)
- Bokor Péter: Elloptak egy Nobel-díjat (1965)
- Eich, Günther: A viterbói lányok (1965)
- Friedrich Dürrenmatt: Straniczky és a nemzeti hős (1965)
- Jevgenyij Svarc: A két juharfa (1965)
- Liszkay Tamás: Utazás Bitóniába (1965)
- Lunacsarszkij: Cromwell (1965)
- Miroslav Krlezsa: Areteus (1965)
- Hollós Ervin: Fiúk a térről (1966)
- Lóránd Lajos: Várlak a Diadalív alatt (1966)
- Dorothy Sayers: A nagy sugallat (1969)
- Aldous Huxley: Légnadrág és társai (1971)
- Boros Lajos-Vámos Miklós: Felfüggesztés (1971)
- Hegedűs Géza: Szemiramisz szerelme (1971)
- Jókai Anna: Általános foglalkoztató (1973)
- Vágó Péter: A boszorkány (1974)
- Hubay Miklós: Tüzet viszek (1975)
- Joachim Walther: A zöldövezet (1976)
- Gyárfás Miklós: Hápi (1977)
- Percy Bysshe Shelley: A Cenci ház (1979)
- Szabó Magda: Sziget-kék (1979)
- Zoltán Péter: Nofretete (1979)
- Annelise Felsenstein: Hétköznapi varázslat (1982)
- A JÁTSZÓ EMBER - Gyötörd a nyelved... (1982)
- Bárány Tamás: Egy boldog família  (1983)
- Magnusson, Ove: Nyugdíjasok lázadása (1983)
- Szakonyi Károly: A hentes (1983)
- Vercors: Mesék borogatás közben (1983)
- Mándy Iván: Lebontott világ (1984)
- Gyárfás Miklós: Becsületének oka ismeretlen (1985)
- Mándy Iván: Alagsori tárlat (1985)
- Molnár Ferenc: Az ismeretlen lány (1985)
- Móricz Zsigmond: Murányi kaland (1985)
- Remenyik Zsigmond: Kard és kocka (1985)
- Eliot, T.S.: Átokföldje (1986)
- Franz Hiesel: Kerkafalva (1986)
- Kormos István: N.N. utolsó bolyongása (1986)
- Traven: Halálhajó (1986)
- Franz Fühmann: A kékfényű lámpás (1987)
- Mándy Iván: Koszorú (1987)
- Szabó Magda: Katalin utca (1987)

## Díjai, elismerései
- Jászai Mari-díj (1956, 1958)
- Érdemes művész (1966)
- Kossuth-díj (1970)
- Kiváló művész (1972)

## Portréfilmek
- Mestersége színész – Kálmán György (1984)
- Hogy volt?! – Kálmán György felvételeiből (2012)